# Leonard Adleman

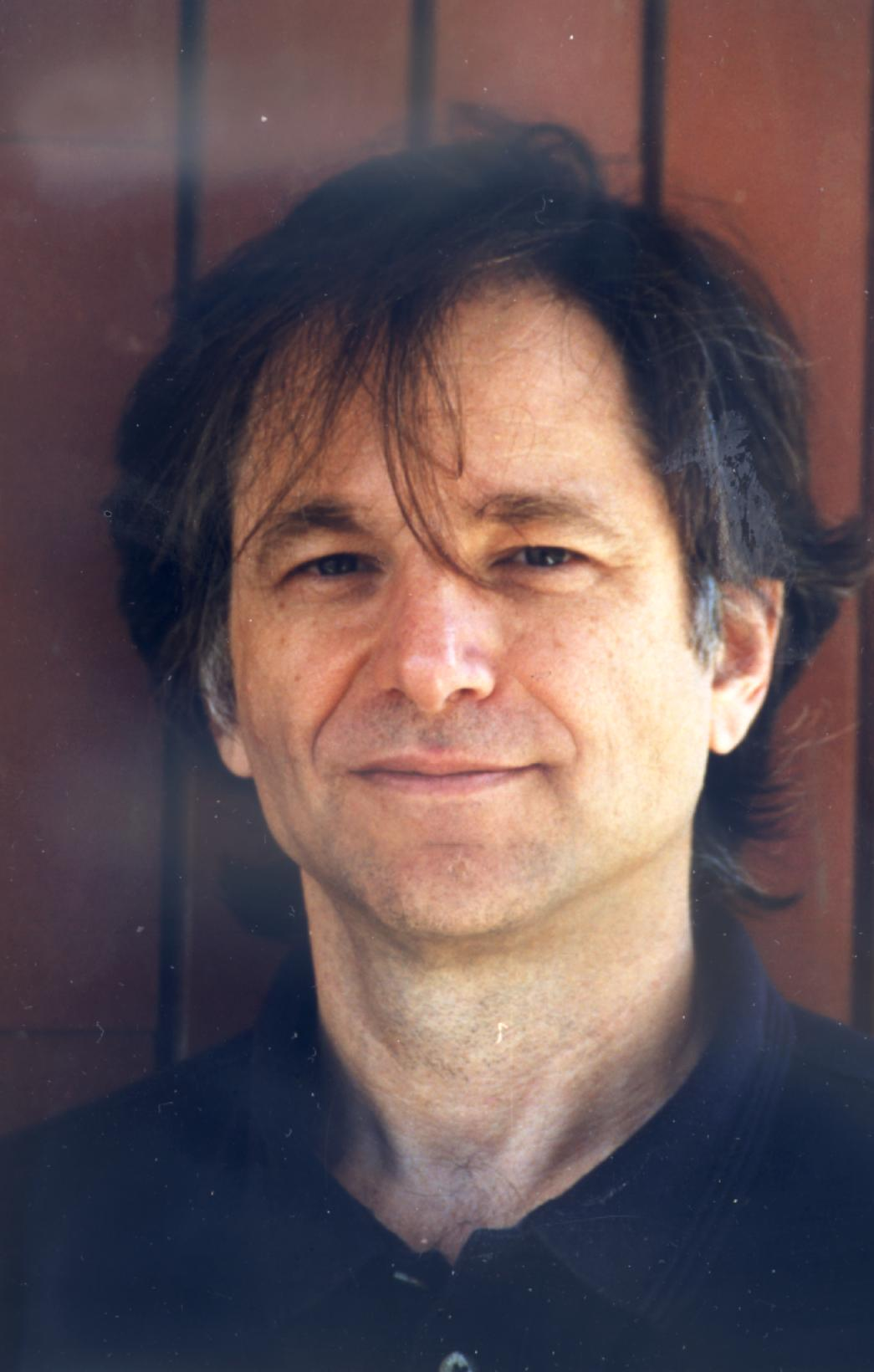
Leonard Adleman

Leonard Max Adleman (* 31. Dezember 1945 in San Francisco, Kalifornien) ist ein US-amerikanischer Professor für Informatik und Molekularbiologie an der University of Southern California in Los Angeles. Für die Entwicklung des RSA-Algorithmus erhielt er im Jahr 2002 den Turing-Preis, eine der höchsten Auszeichnungen auf dem Gebiet der Informatik.

## Biografie
Adleman wuchs in San Francisco auf. Er studierte an der University of California, Berkeley, wo er 1968 seinen Bachelor machte. Danach war er zunächst Programmierer bei der Bank of America und schwankte zwischen einem weiteren Physik- oder Medizinstudium. Ein Artikel über Gödels Theorem von Martin Gardner ließ ihn zur Informatik wechseln. 1976 promovierte er in Elektrotechnik und Informatik (Electrical Engineering and Computer Sciences, EECS) bei Manuel Blum (Number Theoretic Aspects of Computational Complexity). Danach war er ab 1976 Instructor, ab 1977 Assistant Professor und ab 1979 Associate Professor für Mathematik am MIT, wo er Ronald L. Rivest und Adi Shamir traf, mit denen er den RSA-Algorithmus entwickelte. Ihre 1983 gegründete Firma RSA Data Security Inc., in der Adleman Präsident war, verkauften sie 1996 für 200 Millionen Dollar. 1980 ging er als Associate Professor an die University of Southern California in Los Angeles, wo er seit 1983 Professor ist, seit 1985 Henri Salvatori Professor.
Zusammen mit Carl Pomerance und Robert Rumely entwickelte er zudem den Adleman-Pomerance-Rumely Primality Test (APR, auch APRCL, da von Henri Cohen und Hendrik Lenstra verbessert).
Mit Roger Heath-Brown bewies er, dass es unendlich viele Primzahlexponenten gibt, für die die Fermat-Vermutung zutrifft.
Wie schon Adi Shamir für das ursprüngliche Rucksackproblem fand er Anfang der 1980er Jahre Methoden, verbesserte Merkle-Hellman-Kryptosysteme zu brechen.
Vor dem Beweis von Manindra Agrawal, dass ein polynomialer deterministischer Algorithmus für Primzahltests existiert, bewies er mit M.-D. A. Huang, dass ein Zufalls-Algorithmus in polynomialer Zeit existiert. Zuvor hatten 1977 bereits Robert M. Solovay und Volker Strassen die Existenz eines polynomial-zeitlichen Zufalls-Algorithmus für den Test auf Primalität bei zusammengesetzten Zahlen gezeigt.
Adleman befasste sich auch mit Computerviren (der Erfinder der Computerviren, Fred Cohen, promovierte bei ihm darüber 1986, mit ersten Veröffentlichungen dazu 1984) und auch mit „biologischer“ Immunologie. Er befasste sich zusammen mit David Wofsy mit dem Rückgang der T-Zellen bei AIDS und führte sie auf einen homöostatischen Mechanismus zurück. Ihre Arbeit wurde von den Immunologen allerdings zunächst wenig beachtet. Sie erweckte aber sein Interesse an Molekularbiologie, die er auch praktisch an der University of California, San Francisco studierte. Ihm fiel eine Analogie der DNA-Polymerase zu Turingmaschinen auf, die ihn zu eigenen Experimenten anregte. 1994 stellte er in seiner Veröffentlichung Molecular Computation of Solutions To Combinatorial Problems die experimentelle Benutzung der Desoxyribonukleinsäure (DNA) als Rechnersystem dar, die ihn zum Begründer des DNA-Computing machten. In dem Beitrag löste er mit Hilfe der DNA ein Hamiltonkreisproblem in einem Graphen mit sieben Knoten und beschrieb damit den ersten erfolgreichen Versuch zum Einsatz eines Biocomputers. 2002 gelang Adleman die Lösung eines deutlich komplexeren Problems mit dem DNA-Computer. Es handelte sich dabei um ein 3-SAT-Problem, ein spezielles Erfüllbarkeitsproblem der Aussagenlogik, mit 20 Variablen und mehr als einer Million potentieller Ergebnisse.
1992 war Adleman zudem mathematischer Berater für den Film Sneakers – Die Lautlosen.
Er ist seit 1996 Mitglied der National Academy of Engineering. Für die Erfindung der RSA-Methode erhielt er zusammen mit Rivest und Shamir neben dem Turing Award (2002) im Jahr 2000 den IEEE Kobayashi Award, und 1996 mit diesen und Whitfield Diffie, Martin Hellman, Ralph Merkle den ACM Paris-Kanellakis-Preis. 2006 wurde er in die American Academy of Arts and Sciences und die National Academy of Sciences gewählt, 2018 in die National Inventors Hall of Fame aufgenommen.
Adleman ist verheiratet und hat drei Kinder.

## Schriften
- Mit Kevin S. McCurley: Open problems in number theoretic complexity. In: David S. Johnson et al. (Hrsg.): Discrete Algorithms and Complexity. Academic Press 1986, S. 237–262.
- Mit Kevin S. McCurley: Open problems in number theoretic complexity, II. ANTS-I (Lecture Notes Computer Science 877), Springer-Verlag 1994, S. 291–322.